# Краверо (Удине)
Краверо (итал. Cravero, словен. Kravar) је насеље у Италији у округу Удине, региону Фурланија-Јулијска крајина.
Према процени из 2011. у насељу је живело 38 становника. Насеље се налази на надморској висини од 510 м.